# Phania incrassata
Phania incrassata là một loài ruồi trong họ Tachinidae.